# Municipio de Townsend (condado de Sandusky)
El municipio de Townsend (en inglés: Townsend Township) es un municipio ubicado en el condado de Sandusky en el estado estadounidense de Ohio. En el año 2010 tenía una población de 1620 habitantes y una densidad poblacional de 18,47 personas por km².

## Geografía
El municipio de Townsend se encuentra ubicado en las coordenadas 41°22′57″N 82°54′7″O / 41.38250, -82.90194. Según la Oficina del Censo de los Estados Unidos, el municipio tiene una superficie total de 87.71 km², de la cual 84,11 km² corresponden a tierra firme y (4,11 %) 3,6 km² es agua.

## Demografía
Según el censo de 2010, había 1620 personas residiendo en el municipio de Townsend. La densidad de población era de 18,47 hab./km². De los 1620 habitantes, el municipio de Townsend estaba compuesto por el 96,98 % blancos, el 0,19 % eran afroamericanos, el 0,12 % eran amerindios, el 0,12 % eran asiáticos, el 0,74 % eran de otras razas y el 1,85 % eran de una mezcla de razas. Del total de la población el 3,4 % eran hispanos o latinos de cualquier raza.